# مارتن موورمان
مارتن موورمان (بالألمانية: Martin Moormann) هو لاعب كرة قدم نمساوي، ولد في 30 أبريل 2001 في تشوكيراو في النمسا.

## وصلات خارجية
- مارتن موورمان على موقع قاعدة بيانات كرة القدم.إي يو (الإنجليزية)
- مارتن موورمان على موقع Soccerway.com (الإنجليزية)
- مارتن موورمان على موقع عالم كرة القدم.نت (الإنجليزية)